# Wassy
Wassy je francouzská obec v departementu Haute-Marne v regionu Grand Est. Žije zde přibližně 2 800 obyvatel. Je centrem kantonu Wassy.

## Geografie

### Sousední obce
| Růžice kompasu | Louvemont         | Attancourt        | Troisfontaines-la-Ville Magneux      | Růžice kompasu |
| Růžice kompasu | Voillecomte       | Sever             | Brousseval                           | Růžice kompasu |
| Růžice kompasu | Voillecomte       | Wassy             | Brousseval                           | Růžice kompasu |
| Růžice kompasu | Voillecomte       | Jih               | Brousseval                           | Růžice kompasu |
| Růžice kompasu | Laneuville-à-Rémy | Bailly-aux-Forges | Montreuil-sur-Blaise Vaux-sur-Blaise | Růžice kompasu |